# Leichtathletik-Weltmeisterschaften 2011/Teilnehmer (Iran)
| Goldmedaillen | Silbermedaillen | Bronzemedaillen |
| ------------- | --------------- | --------------- |
| —             | —               | 1               |

Der iranische Leichtathletik-Verband stellte bei den Leichtathletik-Weltmeisterschaften 2011 im südkoreanischen Daegu eine Teilnehmerin und sechs Teilnehmer.

## Ergebnisse

### Männer

#### Laufdisziplinen
| Athlet        | Disziplin | Vorlauf     | Vorlauf | Halbfinale     | Halbfinale | Finale             | Finale             |
| Athlet        | Disziplin | Zeit        | Platz   | Zeit           | Platz      | Zeit               | Platz              |
| ------------- | --------- | ----------- | ------- | -------------- | ---------- | ------------------ | ------------------ |
| Sajjad Moradi | 800 m     | 1:46,39 min | 11      | 1:46,17 min SB | 14         | nicht qualifiziert | nicht qualifiziert |

#### Sprung/Wurf
| Athlet          | Disziplin   | Qualifikation | Qualifikation | Finale             | Finale             |
| Athlet          | Disziplin   | Weite         | Platz         | Weite              | Platz              |
| --------------- | ----------- | ------------- | ------------- | ------------------ | ------------------ |
| Amin Nikfar     | Kugelstoßen | 19,18 m       | 23            | nicht qualifiziert | nicht qualifiziert |
| Ehsan Hadadi    | Diskuswurf  | 65,21 m       | 2             | 66,08 m SB         | Bronze             |
| Mohammad Samimi | Diskuswurf  | 61,10 m       | 23            | nicht qualifiziert | nicht qualifiziert |
| Kaveh Mosavi    | Hammerwurf  | 68,01 m       | 31            | nicht qualifiziert | nicht qualifiziert |

#### Zehnkampf
| Athlet         | Disziplin | 100 m      | Weit- sprung | Kugel- stoßen | Hoch- sprung | 400 m      | 110 m Hürden | Diskus- wurf | Stabhoch- sprung | Speer- wurf | 1500 m | Punkte | Platz |
| -------------- | --------- | ---------- | ------------ | ------------- | ------------ | ---------- | ------------ | ------------ | ---------------- | ----------- | ------ | ------ | ----- |
| Hadi Sepehrzad | Ergebnis  | 11,19 s SB | 6,65 m SB    | 15,65 m       | 1,90 m PB    | 50,92 s SB | 14,95 s      | 50,06 m      | NMH              | -           | -      | -      | DNF   |
| Hadi Sepehrzad | Punkte    | 819        | 732          | 830           | 714          | 773        | 856          | 872          | 0                | -           | -      | -      | DNF   |

### Frauen

#### Laufdisziplinen
| Athletin     | Disziplin | Vorlauf | Vorlauf | Halbfinale         | Halbfinale         | Finale             | Finale             |
| Athletin     | Disziplin | Zeit    | Platz   | Zeit               | Platz              | Zeit               | Platz              |
| ------------ | --------- | ------- | ------- | ------------------ | ------------------ | ------------------ | ------------------ |
| Maryam Tousi | 200 m     | 24,17 s | 33      | nicht qualifiziert | nicht qualifiziert | nicht qualifiziert | nicht qualifiziert |